# Natalus mexicanus
Natalus mexicanus — є одним з видів кажанів родини Natalidae. Колись вважався підвидом N. stramineus.

## Поширення
Країни поширення: Беліз, Коста-Рика, Сальвадор, Гватемала, Гондурас, Мексика, Нікарагуа, Панама. Цей вид зазвичай лаштує сідала в глибоких, вологих печерах в сухих і напівлистяних лісах, вторинних лісах, іноді вічнозелених лісах. Як правило, знаходяться в групах до 300 особин в одній колонії. Вони можуть бути знайдені на висоті до 2400 м, але зазвичай знаходяться близько 300 метрів.

## Загрози та охорона
Загрозами є гірничодобувна промисловість і туризм, які шкодять печерам. Знаходиться в кількох охоронних територіях.